# Accident d'un A-10 Thunderbolt II à Remscheid
Le 8 décembre 1988, un Fairchild A-10 Thunderbolt II, avion de combat de l'US Air Force, s'écrase dans un quartier résidentiel de Hasten, dans la ville de Remscheid en Allemagne de l'Ouest. L'avion percute le haut d'un immeuble résidentiel et s'écrase sur les maisons voisines. Outre le pilote au moment du choc, cinq autres personnes sont tuées et 50 personnes sont blessées.

## Accident
Selon les médias, l'A-10 Thunderbolt II de la 2e escadre de chasse tactique (81e escadre de chasse tactique, numéro de série 81-0957) vole à basse altitude lors d'un exercice de la Taktisches Luftwaffengeschwader 31. Il appartient à une unité stationnée à la base aérienne britannique de Bentwaters, près d'Ipswich, mais stationne à la base aérienne de Nörvenich, appelée Forward Operation Location (FOL), au moment de l'accident.
L'enquête conclura que la cause de l'accident est la « désorientation spatiale » du pilote. Les conditions de vol à vue sont défavorables le jour de l'accident. Le chef d'escadre, le capitaine Gibson, prend les devants. Il est suivi par le capitaine Michael P. Foster dans son A-10. Le brouillard s'épaissit à Remscheid. Alors que le capitaine Gibson réussit à se mettre hors de danger, l'avion du capitaine Foster s'écrase à 13 h 28 sur les habitations de la Stockder Straße à une vitesse de 500 km/h ; une vingtaine fut détruite. Les pilotes n'auraient pas respecté le plan de vol prévu.

## Conséquences
On imagina d'abord que la machine écrasée était chargée de munitions contenant de l'uranium. L’armée américaine nie par la suite cette information. Un autre soupçon non confirmé est que les extrémités des ailes étaient équipées de masselottes en uranium appauvri, qui auraient contaminé le sol autour du site de l'accident. Un service de traitement nucléaire, radiologique, biologique ou chimique est alerté. 70 tonnes de terre sur le site de l'accident sont enlevées et envoyées dans une décharge (ce qui s'avère également être une procédure standard de nettoyage lorsqu'une grande quantité de carburéacteur est déversée sur un sol peuplé, comme lors d'un accident d'avion). De plus, les films prélevés lors de l'enlèvement de la couche arable présentent des signes d'avertissement de radiation. En juin 2013, lors d'analyses des eaux souterraines autour de la décharge de Breitscheid I, où les sols contaminés furent prélevés, les valeurs d'uranium se sont révélées 2,5 fois plus élevées.
Cependant, aucune trace d'uranium appauvri n'est trouvée lors d'une enquête menée en 2002 par l'Öko-Institut sur des échantillons de sol dans un rayon de 250 m autour du lieu de l'accident.
120 résidents et secouristes atteints de maladies de peau sont recensés. Les maladies sont classées comme dermatites toxiques et irritantes. Une évaluation des cas de leucémie dans les environs du lieu de l'accident au cours des années suivantes ne montre aucune augmentation significative. L'hypothèse officielle est les fumées toxiques de l'usine de galvanoplastie incendiée
Les dégâts qui en ont résulté, d'environ 13 millions de Deutsche Marks, sont supportés à 75 % par l'US Air Force et à 25 % par la République fédérale d'Allemagne.
Une plaque commémorative pour les victimes se trouve à droite de l'axe d'accès à la rotonde du bosquet commémoratif des morts de la Première Guerre mondiale dans le quartier de Reinshagen à Remscheid.
En 2013, Veronika Wolf, responsable de l'initiative citoyenne Absturz, publie le roman factuel Silent City sur les conséquences sociales et sociétales de la catastrophe. Dans le roman, l’avion est abattu au-dessus de Remscheid pour éviter que des choses pires ne se produisent.